# 155번가역 (IND 8번로선)
155번가(영어: 155th Street)역은 뉴욕 지하철 IND 8번로선의 완행역이다. 맨해튼의 할렘과 워싱턴 하이츠의 경계에 있는 155번가·세인트니콜라스 애비뉴의 교차로 아래에 위치한다. A열차가 운행하는 심야를 제외한 전시간에 C열차가 운행한다.

## 역 구조
| G         | 거리층        | 출구                                                                                       |
| B1        | 대합실        | 운임 구역, 역무실                                                                          |
| B2 승강장 | 상대식 승강장 | 상대식 승강장                                                                              |
| B2 승강장 | 북행 완행     | ← 168번가 방면 (163번가-암스테르담 애비뉴) ← 심야 207번가 방면 (163번가-암스테르담 애비뉴) |
| B2 승강장 | 남행 완행     | → 유클리드 애비뉴 방면 (145번가) → → 심야 파 락어웨이 방면 (145번가) →                     |
| B2 승강장 | 상대식 승강장 |                                                                                            |
| B3        | 북행 급행     | ← 무정차 통과                                                                              |
| B3        | 남행 급행     | → 무정차 통과 →                                                                            |

이 역은 1932년 9월 10일 시에서 운영하는 인디펜던트 서브웨이 시스템(IND)의 초기 구간인 챔버스 스트리트-207번가간의 8번로선의 일부로 개장되었다. 2개의 완행 선로와 2개의 상대식 승강장을 가지고 있다. A 열차가 주간에 이용하는 2개의 급행 선로는 역 아래로 운행되며 승강장에서는 보이지 않는다.
이 역은 한때 153번가행 출구가 있는 남쪽 대합실이 있었으나, 현재는 폐쇄되어 MTA 뉴욕 시티 트랜싯시설로 사용되고 있다. 155번가역의 북쪽 끝에는 환기구와 높은 천장이 있다.
다른 IND 8번로선 완행역들과 마찬가지로, 이 역에는 트림 라인이 없지만 검은색 테두리다 있는 노란색 배경에 흰색 산세리프 글꼴의 "155TH ST."로 표시된 모자이크 역명판이 있다. "155"라고 쓰여진 작은 타일 캡션은 역명판 사이에 일정한 간격으로 벽을 따라 흐르고 역명판 아래에 방향표시가 있으며, 모두 검은색 바탕에 흰색 글씨로 표시되어 있다.

### 출구
- 2개 계단, 세인트니콜라스 애비뉴 및 서155번가의 북서쪽 모퉁이 소재[9]
- 2개 계단, 세인트니콜라스 애비뉴 및 서155번가의 북동쪽 모퉁이 소재[9]
- 2개 계단, 세인트니콜라스 애비뉴 및 서155번가의 남서쪽 모퉁이 소재[9]